# Бокила, Джереми
Дже́реми Лотете́ка Боки́ла (нидерл. Jeremy Loteteka Bokila; род. 14 ноября 1988, Киншаса) — конголезский футболист, нападающий шотландского клуба «Ливингстон».
Выступал за сборную ДР Конго, участник Кубка африканских наций 2015 и 2017 годов.

## Клубная карьера
Начинал свою профессиональную карьеру во втором голландском дивизионе за клуб АГОВВ.
Летом 2010 года Бокила перешёл как свободный агент в «Зюлте-Варегем» из второго бельгийского дивизиона. В первом сезоне Бокила сыграл 21 игру и забил лишь 2 гола. Во втором сезоне Бокила отыграл лишь 2 матча и был отдан в аренду голландской «Спарте». За сезон в 28 матчах он забил 15 мячей и отыграл 3 матча в кубке Нидерландов и забил 4 гола.
Летом 2012 года Бокила из «Зюлте-Варегема» был арендован «Петролулом» на сезон с правом последующего выкупа. В марте 2013 года было объявлено о том, что контракт Бокилы в скором времени будет выкуплен. В 2013 году Бокила в составе «Петролула» занял 3 место в чемпионате Румынии, а также выиграл Кубок страны, при этом сыграв 31 матч и забив 16 мячей во всех турнирах.
28 августа 2013 года спортивный директор «Терека» Хайдар Алханов подтвердил переход Бокилы за 800 тысяч евро и его партнёра по команде Георге Грозава в грозненский клуб. 14 сентября Джереми дебютировал за новый клуб в игре с питерским «Зенитом» (2:0), заменив Маурисио на 65 минуте. 31 октября он впервые отличился голом в футболке «Терека», дважды поразив ворота «Нефтехимика» (4:1) в рамках Кубка России. 1 марта 2014 года Бокила оформил хет-трик в ворота «Мордовии» (3:2).
18 июня 2015 года перешёл в китайский клуб «Гуанчжоу Фули». 7 апреля в матче против «Шанхай Шэньхуа» Джереми дебютировал в китайской Суперлиге. 7 декабря в поединке против «Шанхай СИПГ» он забил свой первый гол. За «Гуанчжоу Фули» Бокила в 13 матчах забил 4 гола во всех турнирах.
Зимой 2016 года Бокила перешёл в «Эскишехирспор» на правах аренды на полгода. Дебют состоялся в матче против «Антальяспора» (3:2) Бокила вышел на последние 2 минуты вместо Акселя Мейе. Всего до конца сезона провёл 13 матчей где забил 1 гол.
Летом 2016 года Бокила вновь ушёл в аренду на этот раз в катарский «Аль-Харитият» также на полгода. 16 сентября дебютировал в составе «Аль-Харитията» в матче с «Аль-Саддом», в котором его команда проиграла 0:4. За эти полгода провёл 14 матчей где забил 3 гола.
31 января 2017 года Бокила подписал контракт с «Акхисар Беледиеспором». 25 февраля в матче против «Антальяспор» он дебютировал за новую команду. За эти полгода Бокила сыграл 5 матчей.
1 июля 2017 года Бокила ушёл в ЧФР на правах аренды. Дебют состоялся против «Ботошами» (1:1). Однако 4 сентября 2017 года ЧФР разорвал арендное соглашение с игроком и Бокила вернулся в Турцию. Однако сразу же был отдан в аренду в другую румынскую команду «Динамо» Бухарест. Дебют состоялся в матче против «Поли Тимишоара» (1:2). За «Динамо» он провёл 12 матчей, забив 1 гол.
30 июня 2018 года он вернулся в «Акхисар Беледиеспор».
Летом 2019 года подписал контракт с клубом Первой лиги Турции «Хатайспор».
В январе 2020 года перешёл в «Кечиоренгюджю».
21 января 2021 года подписал контракт с американским клубом «Окленд Рутс» из Чемпионшипа ЮСЛ.
6 июля 2022 года подписал однолетний контракт с клубом Первого дивизиона Нидерландов «Виллем II».
Летом 2025 года перешёл в шотландский «Ливингстон». 2 августа дебютировал в чемпионате Шотландии в матче против «Килмарнока», выйдя на замену вместо Робби Мюрхеда на 82-й минуте.

## Международная карьера
Бокила имеет двойное гражданство — ДР Конго и Нидерландов, но принял решение выступать за сборную родной страны. 14 ноября 2012 года, в свой 24-й день рождения, Джереми дебютировал в составе «леопардов» в игре с Буркина-Фасо (0:1).

## Достижения
«Петролул»
- Обладатель Кубка Румынии: 2012/13

«Виллем II»
- Победитель Первого дивизиона Нидерландов: 2023/24